# Strongyloides
Strongyloides (dal greco strongylos, «tondo», + eidos, «rassomiglianza»), anguillula, o threadworm è un genere di piccoli parassiti nematodi, appartenente alla famiglia Strongylidae, che si trova comunemente nell'intestino tenue dei mammiferi (in particolare dei ruminanti), che sono caratterizzati da un ciclo di vita insolito che coinvolge una o più generazioni di vermi adulti a vita libera.

## Tassonomia
Il genere comprende le seguenti specie:
- Strongyloides akbari[1]
- Strongyloides ardeae
- Strongyloides callosciureus[1]
- Strongyloides cebus[1]
- Strongyloides dasypodis
- Strongyloides fuelleborni[1]
- Strongyloides gulae
- Strongyloides lutrae
- Strongyloides mirzai[1]
- Strongyloides myopotami[1]
- Strongyloides ophidiae[1]
- Strongyloides papillosus[1]
- Strongyloides planiceps[1]
- Strongyloides physali
- Strongyloides procyonis[1]
- Strongyloides ransomi[1]
- Strongyloides ratti[1]
- Strongyloides robustus[1]
- Strongyloides serpentis
- Strongyloides stercoralis[1]
- Strongyloides suis[1]
- Strongyloides venezuelensis[1]
- Strongyloides vituli[1]
- Strongyloides westeri[1]

## Strongiloidosi
L'infezione umana, strongiloidosi, è causata principalmente da Strongyloides stercoralis, diffuso in tutte le regioni tropicali, o da Strongyloides fuelleborni, un parassita dei primati nei tropici africani e asiatici e dell'uomo nei tropici africani e in Nuova Guinea. Altre specie comprendono Strongyloides papillosus che si riscontra in bovini, suini, pecore, capre, conigli e ratti, Strongyloides ransomi che si trova nei maiali e Strongyloides ratti, che si trova nei ratti.
Il trattamento per l'infezione da strongiloide è a base di ivermectina o tiabendazolo.